# Marszałek (spektakl)
Marszałek – spektakl telewizyjny Teatru Telewizji z 2017, którego autorem jest Wojciech Tomczyk. Opowiada o politycznej myśli w ostatnich latach życia marszałka Józefa Piłsudskiego.
Konsultantami historycznymi przy produkcji spektaklu byli Jacek Haber, Paweł Duber i Jan Żaryn. Autorem zdjęć był Adam Sikora.

## Fabuła
Teatralny marszałek spotyka się z grupą polskich polityków u siebie w Belwederze w 1933 roku. W naradzie i posiłku uczestniczą: Aleksander Prystor, Walery Sławek, Kazimierz Bartel i Kazimierz Świtalski. Politycy obradują nad pomysłem wojny prewencyjnej przeciw Niemcom. Przygotowaniem spotkania zajął się adiutant marszałka kapitan Maciej Lepecki. Nad zdrowiem Piłsudskiego czuwa jego żona Aleksandra.

## Obsada
- Mariusz Bonaszewski jako marszałek Józef Piłsudski
- Andrzej Grabowski jako Aleksander Prystor
- Mirosław Baka jako Walery Sławek
- Adam Woronowicz jako Kazimierz Bartel
- Grzegorz Mielczarek jako Kazimierz Świtalski
- Dorota Landowska jako Aleksandra Szczerbińska-Piłsudska
- Maciej Zakościelny jako kpt. Mieczysław Lepecki, adiutant Piłsudskiego
- Wojciech Zieliński jako Józef Beck
- Rafał Królikowski jako Bolesław Wieniawa-Długoszowski
- Stefan Pawłowski jako ogrodnik Stanisław Brzomiński
- Artur Barciś jako fryzjer Brodzki
- Agata Skórska jako służąca Ludwika
- Barbara Magdalena Synak jako Wanda, córka Piłsudskiego
- Maja Kwaśny jako Jadwiga, córka Piłsudskiego

## Nagrody
Spektakl został nagrodzony w 2018 na Krajowym Festiwalu Teatru Polskiego Radia i Teatru TV „Dwa Teatry” w Sopocie. Nagrody przyznano:  Wojciechowi Tomczykowi za oryginalny polski tekst dramatyczny, Milenie Fiedler za montaż oraz Mariuszowi Bonaszewskiemu za grę aktorską.